# Composizioni di Erik Satie

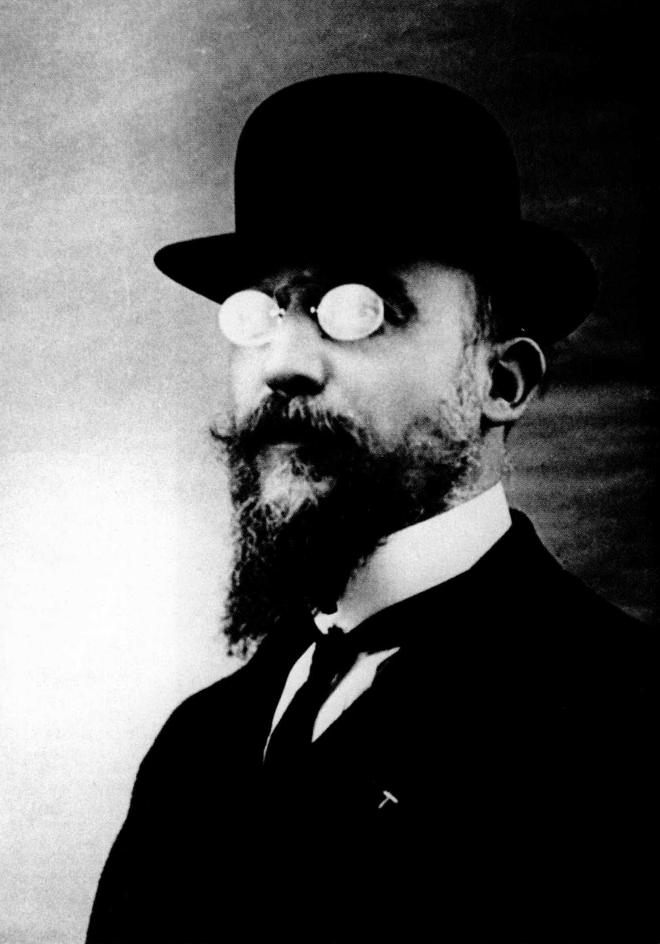
Satie nel 1909.

Lista delle composizioni di Erik Satie (1866-1925), ordinate per genere. Il numero fra parentesi quadra, che talvolta si può trovare, si riferisce al numero di movimenti di cui è composta l'opera, in assenza di riferimenti più precisi.

## Composizioni per pianoforte
- Ogives I, II, III, IV (1886)
- Valse-ballet (1887)
- Gymnopédies I, II e III. (1888)[1]
- Gnossienne n. 5 (1889)
- Trois gnossiennes n. 1, 2, 3 (1889-1890)
- Gnossienne n. 4 (1891)
- Gnossienne n. 7 (1891) riduzione dal primo atto de Le fils des étoiles
- Gnossienne n. 6 (1897)
- Nocturnes I, II, III, IV, V (1919)
- Avant-dernières pensées (1915)
- Pièces froides - trois airs à fuir (1897)
- Pièces froides - trois danses de travers (1910)
- Deux rêveries nocturnes
- Prélude de la porte héroïque du ciel (1897)
- Jack in the Box (1899)
- Trois morceaux en forme de poire (1903) Per pianoforte a quattro mani
  1. Manière de commencement
  2. Prolongation du même
  3. Morceau 1
  4. Morceau 2
  5. Morceau 3
  6. En plus
  7. Redite
- Vexations (1893)
- Sonatine bureaucratique (1917)
- Le Picadilly (1904)
- Vieux Sequins et Vieilles Cuirasses (1913)
- Prélude en tapisserie (1906)
- La Belle excentrique (1920) Per pianoforte a quattro mani
- Nouvelles pièces froides (1907)
  1. Sur un mur
  2. Sur un arbre
  3. Sur un pont
- Aperçus désagréables (1908, 1912, 4 hands)
  1. Pastorale
  2. Choral
  3. Fugue
- Deux choses (c. 1909)
  1. Effronterie
  2. Poésie
- 2 préludes pour un chien (1912)
  1. Untitled
  2. Prélude canin
- Préludes flasques (pour un chien) (1912)
  1. Voix d'intérieur
  2. Idylle cynique
  3. Chanson canine
  4. Avec camaraderie (originally Sous la futaille)
- Véritables préludes flasques (pour un chien) (1912)
  1. Sévère réprimande
  2. Seul à la maison
  3. On joue
- Descriptions automatiques (1913)
  1. Sur un vaisseau
  2. Sur une lanterne
  3. Sur un casque
- Croquis et agaceries d'un gros bonhomme en bois (1913)
  1. Tyrolienne turque
  2. Danse maigre (à la manière de ces messieurs)
  3. Españana
- Embryons desséchés (1913)
  1. d'holothurie
  2. d'edriophthalma
  3. de podophthalma
- Chapitres tournés en tous sens (1913)
  1. Celle qui parle trop
  2. Le porteur de grosses pierres
  3. Regrets des enfermés (Jonas et Latude)
- Vieux sequins et vieilles cuirasses (1913)
  1. Chez le marchand d'or (Venise XIIIe siècle)
  2. Danse cuirassée (Période grecque)
  3. La défaite des Cimbres (Cauchemar)
- Enfantines:
  - L'enfance de Ko-Quo (1913)
    1. Ne bois pas ton chocolat avec tes doigts
    2. Ne souffle pas dans tes oreilles
    3. Ne mets pas ta tête sous ton bras

  - 3 pieces (pubblicati come Trois nouvelles enfantines) (1913)
    1. Le vilain petit vaurien
    2. Berceuse
    3. La gentille toute petite fille

  - Menus propos enfantines (1913)
    1. Le chant guerrier du roi des haricots
    2. Ce que dit la petite princesse de tulipes
    3. Valse du chocolat aux amandes

  - Enfantillages pittoresques (1913)
    1. Petit prélude à la journée
    2. Berceuse
    3. Marche du grand escalier

  - Peccadilles importunes (1913)
    1. Etre jaloux de son camarade qui a une grosse tête
    2. Lui manger sa tartine
    3. Profiter de ce qu'il a des cors aux pieds lui prendre son cerceau
- Sports et divertissements [21] (1914)
- Heures séculaires et instantanées (1914)
  1. Obstacles venimeux
  2. Crépuscule matinale (de midi)
  3. Affolements granitiques
- Les trois valses distinguées du précieux dégoûté (1914)
  1. Sa taille
  2. Son binocle
  3. Ses jambes
- Avant-dernières pensées (1915)
  1. Idylle
  2. Aubade
  3. Méditation
- Nocturnes [5 più uno incompleto] (1916)

## Composizioni per voce

### Mélodies per voce e pianoforte
- Ludions poema di Léon-Paul Fargue, in 5 movimenti:
  - 1 Air du Rat
  - 2 Spleen
  - 3 La Grenouille américaine
  - 4 Air du Poète
  - 5 Chanson du Chat
- La statue de bronze, testo Léon-Paul Fargue
- Je te veux, valzer cantato, (1902)
- 3 mélodies (1887)
  1. Les anges
  2. Les fleurs
  3. Sylvie
- Chanson  (1887)
- Bonjour Biqui, bonjour! (1893)
- Chanson médiévale (1906)
- 3 poèmes d'amour (1914)
- 3 melodies (1916)
  1. La statue de bronze
  2. Daphénéo
  3. Le chapelier
- 4 petites mélodies (1920)
  1. Elégie
  2. Danseuse
  3. Chanson
  4. Adieu

### Chansonsper il cabaret
- Un dîner à l'Elysée (1899)
- Le veuf (1899-1900; due versioni)
- Petit recueil des fêtes (1903-04)
  1. Le picador est mort
  2. Sorcière
  3. Enfant-martyre
  4. Air fantôme
- J'avais un ami (1904)
- Les bons mouvements (1904)
- Douceur d'oublier (1904)
- Légende californienne (1905 circa; usato in La belle excentrique)
- L'omnibus automobile (1905)
- Chez le docteur (1905)
- Rambouillet (Une réception à Rambouillet) (1907; testo perduto)
- Les oiseaux (Il nous prêtent leurs noms) (1907; testo perduto)
- Marienbad (Il portait un gilet) (1907; testo perduto)
- Psitt! Psitt! (1907)
- La chemise (Dépaquit) (1909; in tre versions)

### Altre composizioni
- Messe des pauvres (1895) per coro SB e organo

## Musica da camera
- Choses vues à droite et à gauche (sans lunettes), per violino e pianoforte (1914)
  1. Choral hypocrite
  2. Fugue à tâtons
  3. Fantaisie musculaire
- Autre choral, per violino e pianoforte (1914; quarto pezzo inutilizzato tratto da Choses vues à droite et à gauche (sans lunettes))
- Embarquement pour Cythère, per violino e pianoforte (1917; incompleto. Completato da R. Orledge)
- Marche de Cocagne, per 2 trombe (1919; riutilizzato nel secondo dei Trois petites pièces montées)
- Musique d'ameublement o Sons industriels, per 3 clarinetti, trombone e pianoforte a 4 mani (1920)
  1. Premier Entr'acte: Chez un "bistrot"
  2. Second Entr'acte: Un salon
- Sonnerie pour réveiller le bon gros roi des singes, per due trombe (1921)
- La statue retrouvée (divertissement), per organo e tromba (1923)

## Opere teatrali

### Composizioni per ampio ensemble
- Parade (1917)  Balletto realista di Léonide Massine e i Balletti Russi costumi e scene di Pablo Picasso
- Socrate (1918) Dramma Sinfonico per voci e piccola orchestra
- Relâche (1924) Balletto. Il film di René Clair, Entr'acte, musicato da Satie, venne proiettato durante l'intermezzo del balletto.
- Mercure (1924) Balletto
- Salut drapeau!, inno per Le Prince du Byzance ("drame romanesque"), per voci e/o pianoforte/organo (1891)
- 3 preludi per Le fils des étoiles ("pastorale kaldéenne"), per flauti e arpe (1891; arrangiata in seguito per pianoforte)
- Uspud ("ballet chrétien"), scritto per pianoforte, con indicazioni per flauti, arpe e archi (1892)
- Geneviève de Brabant (rappresentazione teatrale), per solisti, coro e pianoforte (1899–1900)
- Preludio per La mort de Monsieur Mouche (rappresentazione teatrale) (1900)
- Pousse l'amour (operetta) (1905–6; perduto)
- Les pantins dansent ("poème dansé"), per pianoforte o piccola orchestra (1913)
- Cinq grimaces [5] per Le songe d'une nuit d'été (rivisitazione dell'opera di Shakespeare "A Midsummer Night's Dream"), per orchestra (1915)
- La belle excentrique ("fantaisie sérieuse"), per orchestra o pianoforte a 4 mani (1920; alcuni movimenti in seguito arrangiati per solo piano; un movimento basato su Légende californienne)
- Scènes nouvelles [9] per l'opera di Charles Gounod "Le médecin malgré lui", per solisti e orchestra (1923)

### Composizioni per pianoforte
- 2 preludi per Le Nazaréen ("drame ésotérique"), per pianoforte (1892)
- Preludio per Eginhard, per pianoforte (1893?)
- Preludio per La porte héroïque du ciel ("drame ésotérique"), per pianoforte (1894)
- 3 pezzi per Jack in the Box (pantomima), per pianoforte (1899). Questa composizione è stata trascritta per orchestra nel 1926 da Darius Milhaud.
- Monkey dances [7] per Le Piège de Méduse ("commedia lirica"), per pianoforte (1913)

## Altre composizioni
- Trois sonneries de la Rose+Croix [3], fanfare per trombe, arpe e/o, possibilmente, orchestra (1892); versione per solo piano (1892)
- Je te veux (1901): versioni per voce e piano (cabaret song), per solo piano, e per orchestra
- The Angora Ox (1901) per orchestra
- Poudre d'or (1901–2): versioni per orchestra e per solo piano
- Tendrement (1902): versioni per voce e pianoforte (cabaret song), per solo piano, e per orchestra
- Illusion (1902, sulla canzone Tendrement): versioni per orchestra e per solo piano
- La diva de l'Empire (1904): versioni per voce e piano (cabaret song), per solo piano (come Intermezzo américain, arrangemento di H. Ourdine), and per orchestra
- Le Piccadilly (La transatlantique) (1904): versioni per piano e archi, e per solo piano
- En habit de cheval [4] (1911): versioni per piano a 4 mani, e per orchestra
  1. Choral
  2. Fugue litanique
  3. Autre choral
  4. Fugue de papier
- L'aurore aux doigts de rose (1916): versioni per orchestra e per piano a 4 mani
- Trois petites pièces montées (1919): versioni per piano a 4 mani (1920), e per orchestra (1921)